# Timo Harmelink
Timo Harmelink (geboren ca. 1993) is een Nederlandse redacteur en podcaster.

## Jeugd en opleiding
Harmelink groeide op in Oldenzaal, alwaar hij het Twents Carmellyceum doorliep. Hij behaalde een bachelor in Europese Studies en Internationale Betrekkingen aan de Universiteit van Amsterdam en voltooide in 2017 een master in Global Governance aan het University College London.

## Loopbaan
In 2019 is Harmelink gevraagd zich aan te sluiten als derde host van de podcast Datevermaak, vanwege zijn uitgebreide date-ervaring. Zijn vrienden Lisa Mosmans en Lieke Malcorps hadden het concept van een programma over onlinedating voor Dag en Nacht Media ontwikkeld, om de ongeschreven regels daarvan op een grappige manier te kunnen bespreken. Dat jaar deed Harmelink ook mee aan het tv-programma First Dates en was hij als 'datingexpert' te gast bij Pakhuis de Zwijger. In 2020, toen de dimensie van de coronacrisis erbij was gekomen, gold de podcast als een van de populairste van Nederland, met meer dan een miljoen luisteraars. Dit stelde Harmelink in staat een dag minder in de week als online-redacteur bij Debatcentrum De Balie te gaan werken. De show eindigde in februari 2021. Sinds juli 2022 host hij samen met Marissa van Loon, Till Toxopeus en later ook Eva Essers de podcast Reality Check, waarin realityprogramma's zoals Kamp van Koningsbrugge, B&B Vol Liefde, Wie is de Mol? en Ik vertrek nabesproken worden.

## Persoonlijk
Harmelink woont in Amsterdam. Eind 2020 kreeg hij een vaste relatie met een man die hij via de dates die hij in Datevermaak documenteerde had leren kennen. Zelf had hij dit niet als doel gezien, maar zag het wel als een gelukkige uitkomst.